# Diachasma compressiventre
Diachasma compressiventre är en stekelart som först beskrevs av Fischer 1964.  Diachasma compressiventre ingår i släktet Diachasma och familjen bracksteklar. Inga underarter finns listade i Catalogue of Life.